# Dušan Jovanović (Fußballspieler)
Dušan Jovanović (* 4. November 1946; † 1. Oktober 2013) war ein jugoslawischer Fußballspieler.

## Karriere
Jovanović gehörte 1963 im Alter von 16 Jahren dem FK Željezničar Sarajevo an, für den er bis 1967 und nochmal in der Saison 1968/69 in der 1. Jugoslawischen Liga zum Einsatz gekommen war. Mit dem Verein nahm er 1965 auch am europäischen Wettbewerb um den IFC- oder auch Rappan-Pokal teil. Er wurde dabei in allen Spielen der Gruppe B3 eingesetzt und trug zum Gruppensieg bei. Da sein Verein vom jugoslawischen Verband aus dem Wettbewerb genommen wurde, rückte der Zweitplatzierte SC Leipzig ins Viertelfinale vor. Im Wettbewerb um den wiederbelebten Mitropapokal kam er in zwei Spielen zum Einsatz; am 4. Dezember 1968 bestritt er das Erstrundenhinspiel, das mit 1:0 gegen Honvéd Budapest gewonnen wurde und das am 21. Mai 1969 mit 1:1 unentschieden geendete Halbfinalhinspiel gegen TJ Sklo Union Teplice
Von 1971 bis 1973 spielte er für den Ligakonkurrenten OFK Belgrad, mit dem er zweimal den dritten Platz in der Meisterschaft belegte.
Nach Deutschland gelangt, gehörte Jovanović während der Hinrunde der Bundesliga-Spielzeit 1973/74 als dem Kader des FC Bayern München an. Dabei war er neben  den Dänen Johnny Hansen und Viggo Jensen zu Saisonbeginn einer von drei ausländischen Spielern, zwei durften seinerzeit gleichzeitig in einem Pflichtspiel auflaufen. Nach der Verpflichtung des Schweden Conny Torstensson, der im erst im Elfmeterschießen entschiedenen Erstrundenduell im Europapokal der Landesmeister 1973/74 gegen dessen bisherigen Verein Åtvidabergs FF überzeugt hatte, Mitte November 1973 nach Ende der Allsvenskan-Spielzeit minderten sich seine Einsatzchancen. Bis auf zwei Einsätze bei Freundschaftsspielen blieb ihm entsprechend ein Pflichtspiel für die Münchener verwehrt. Zum Jahreswechsel ging er daher zum zweitklassigen Südwest-Regionalligisten SV Röchling Völklingen. Anschließend kehrte er nach Jugoslawien zurück, wo er sich dem  Erstligisten FK Sarajevo anschloss und für diesen von 1974 bis 1976 noch Punktspiele bestritt.

## Erfolge
- Europapokal-Sieger der Landesmeister 1974 (mit dem FC Bayern München; ohne Einsatz)
- Deutscher Meister 1974 (mit dem FC Bayern München; ohne Einsatz)